# Roccapiemonte
Roccapiemonte ('A Rocca in campano) è un comune italiano di 8 707 abitanti della provincia di Salerno in Campania, appartenente geograficamente all'Agro nocerino-sarnese.

## Geografia fisica
Il territorio comunale è compreso tra il monte Caruso e il torrente Solofrana.
- Classificazione sismica: zona 2 (sismicità media), Ordinanza PCM. 3274 del 20/03/2003.

## Storia

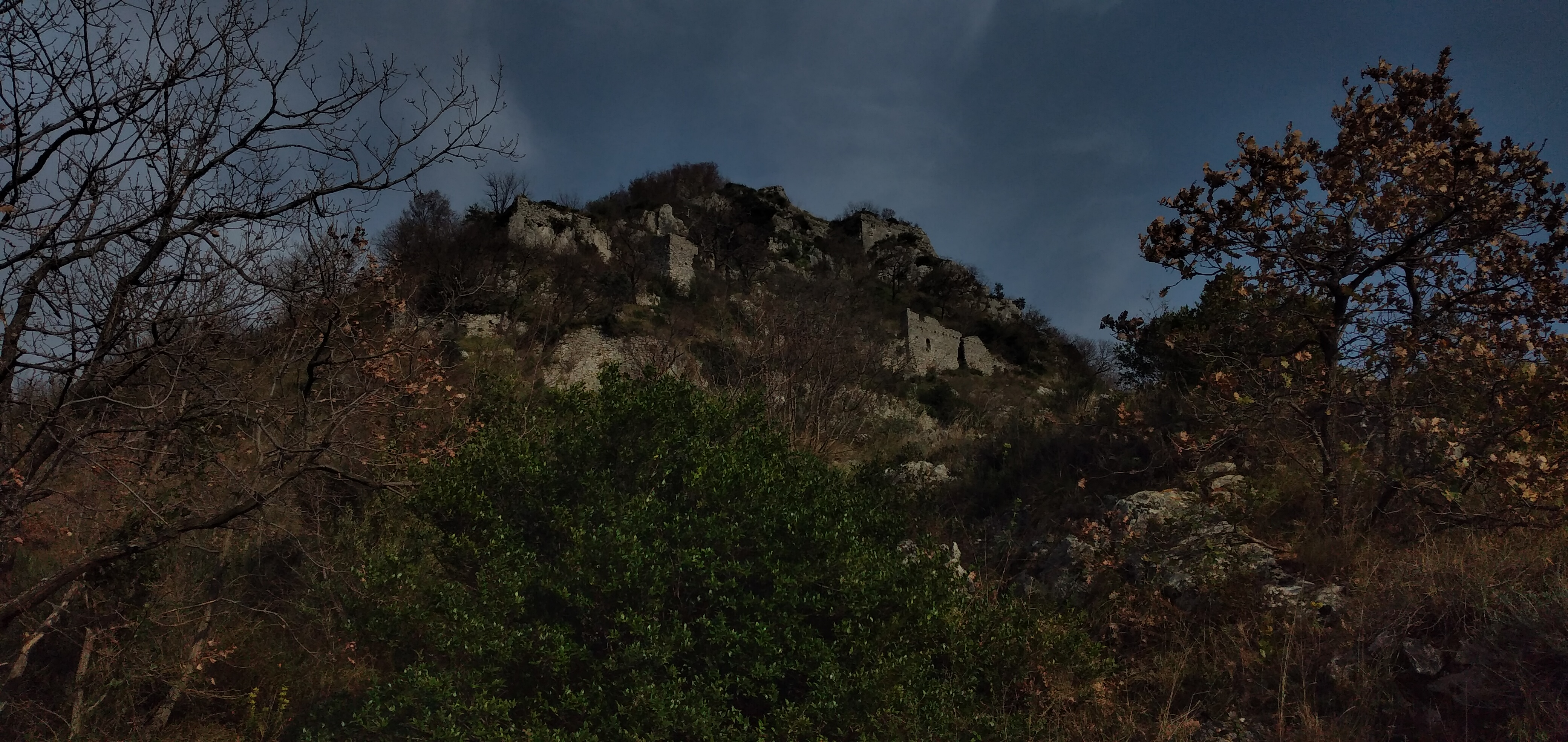
La Rocca di San Quirico

Il primo borgo che sorse nell'attuale comune di Roccapiemonte nacque dapprima vicino alle mura della "Rocca di San Quirico" (i cui ruderi sono presenti ancor oggi) costruita dal principe longobardo Guaimario IV di Salerno nel 1042 sul monte Solano per difendere le valli circostanti dai Saraceni che in quel periodo depredavano l'Italia meridionale. Successivamente, man mano che il pericolo saraceno si diradava, il borgo si sviluppò ai piedi del monte Solano prendendo il nome di Roccapiedimonte (castello ai piedi del monte Solano). Proprio il Monte Solano fu definito dal paesaggista e scrittore Edward Lear, in viaggio per queste zone nel 1847, un "piccolo monte a forma di pan di zucchero", con riferimento al famoso monte di Rio de Janeiro, in Brasile.
Nel 1059 la maggior parte del territorio della Rocca di San Quirico fu assegnata da Roberto il Guiscardo all'abate di Cava de' Tirreni. Dal 1169, quando divenne castellano della rocca Guglielmo de Conturso, della famiglia degli Altavilla, si susseguirono come signori del feudo varie famiglie: infatti dopo la morte dell'ultimo Altavilla la rocca andò agli Svevi; nel 1279 andò a Giacomo di Brussone o Bursone, che aveva preso in moglie Ilaria Filangieri; dopo il 1340 divenne signora del feudo Angela de Capua, duchessa di Satriano. Successivamente il castello fu donato da Giovanna I d'Angiò a Nicolò Acciaiuoli (1349), e sotto Ladislao passò alla famiglia Latro. Nel XIV secolo il feudo di Roccapiemonte fu diviso in tre Università (circoscrizioni amministrative): Rocca Corpo, Rocca Monastero e Rocca Casalium; questa suddivisione rimase fino a quando il feudo divenne un libero comune nel 1806.
Nel XVI secolo il feudo passò al duca di Castrovillari, a cui successe Giovanni Battista che nel 1550 fu però condannato a cedere il territorio a Isabella Caracciolo, che la governò in vece del figlio Troiano Spinelli. Nel 1625 il feudo, dopo essere passato tra le mani dei Gaudioso e dei D'Amato, fu alienato a Ettore Ravaschieri, principe di Satriano e duca di Cardinale per 32 600 ducati. Nel 1689 l'abate di Cava cedette definitivamente il feudo al conte Antonio Ravaschieri per 3000 ducati, con l'obbligo di inviare annualmente all'abbazia di Cava de' Tirreni tredici ducati e altrettante galline. Il governo dei Ravaschieri durò molto tempo estendendosi su tutte e tre le circoscrizioni; ultima discendente della famiglia è Ornella Fieschi Ravaschieri, figlia di Vincenzo, ultimo duca di Roccapiemonte.
Recentemente è inoltre deceduta l'ultima discendente dei Ravaschieri, famiglia che durante la propria signoria ha trasferito la propria residenza dalla "Rocca di San Quirico" al così chiamato "Palazzo Ravaschieri".
Della rocca di San Quirico rimangono attualmente solo alcuni ruderi, tra cui si possono notare abbastanza nitidamente la triplice cinta muraria e le due porte con la torre di vedetta a forma cilindrica. La situazione attuale è stata determinata non solo da continui terremoti come quelli del dicembre 1631 e del 1857, ma anche da alcuni bombardamenti alleati durante la seconda guerra mondiale. Durante uno di questi bombardamenti, perse la vita anche la giovane Filomena Galdieri, medaglia d'argento al valor militare, che stava prestando soccorso agli alleati.
Nel 1998 il torrente Solofrana, straripando a causa di un cedimento degli argini, ha inondato alcune zone di Roccapiemonte e ha causato ingenti danni soprattutto alle coltivazioni.
Il 28 settembre del 2007 una colata di fango, distaccatasi dal monte Poggio del Tesoro a causa di incessanti piogge, ha inondato gran parte del centro abitato di Roccapiemonte, causando diversi danni alle abitazioni e molti disagi.

### Simboli
Lo stemma è stato concesso con regio decreto del 2 luglio 1890.
Il gonfalone è un drappo di giallo.

## Monumenti e luoghi d'interesse
Nel territorio di Roccapiemonte sono presenti vari monumenti di una certa importanza. Sulle falde di una massiccia muraglia rocciosa del monte Caruso all'altezza di 252 metri è situato il santuario di Santa Maria di Loreto. L'aspetto esterno, nella sua parte inferiore, è caratteristico del XII secolo.
Dedicata al patrono è la chiesa di San Giovanni Battista, menzionata in un atto di donazione del 1081, con il quale Giliberto il Normanno cedeva alcuni beni all'abate di Cava de' Tirreni. L'edificio ha subito numerosi rifacimenti, i più significativi dei quali furono completati nel 1761. Nel 1859 la chiesa venne ampliata nei bracci della crociera e fu arricchita della cappella di Santa Maria delle Grazie, oggi restaurata, nella quale troneggia una bella immagine dell'Immacolata.
La chiesa di Santa Maria del Ponte sorse nel secolo XV per volontà della famiglia Rescigno. Nel XVI secolo fu restaurata e donata di una rendita di quattro ducati annui. L'edificio fu ampliato nel 1575 e restaurato dopo il terremoto del 1857. Il 18 dicembre 1975 è stato consacrato un nuovo altare costruito in Birmania.
Fa parte di questa la cappella di San Nicola di Bari, risalente al XII secolo.
Meritano una menzione anche la chiesa di Santa Maria delle Grazie, sorta nel XII secolo nella frazione di Casali e ristrutturata nel secolo XVIII, che conserva la cappella di San Giuseppe che è appartenuta alla famiglia dei baroni Calvanese e quindi dei nobili Grimaldi, ramo degli omonimi Patrizi genovesi; e la chiesa di San Pasquale, un tempo chiesa di Santa Maria di Codola, restaurata nel 1951, che conserva un portale del XII secolo.
Presso la cinquecentesca villa Ravaschieri si trova un vero e proprio gioiello d'arte e architettura: la gentilizia cappella dell'Addolorata o di san Vincenzo, risalente al 1720, progettata dall'architetto Ferdinando Sanfelice. La facciata originaria è stata sostituita da una gotica, mentre l'interno è composto da una navata unica a pianta ottagonale. L'edificio che un tempo conteneva cinque altari, oggi ospita due sarcofagi con le salme dell'ultimo duca di Roccapiemonte, Vincenzo Ravaschieri, e della sua consorte, Potenziani. All'interno è presente inoltre un bassorilievo in marmo del grande scultore Giovanni Duprè.
Pregevoli sono la cappella dell'Arciconfraternita del Santissimo Corpo di Cristo, ricca di stucchi decorati, la cappella del Convento delle suore dell'Addolorata in San Potito, risalente al secolo XIX, la rurale cappella della Pietà, del XIX secolo, e la cappella di San Rocco in località Casali.
Degni di interesse sono anche diversi palazzi gentilizi: palazzo Marciani situato nella frazione Casali, palazzo Romano e palazzo Romaldo, dotato di un'importante scala, opera dell'architetto Sanfelice.

## Società

### Evoluzione demografica
Abitanti censiti

### Etnie e minoranze straniere
Al 1 gennaio 2023 vi erano sul territorio 122 residenti stranieri, pari all'1,35% della popolazione.

### Religione
La maggioranza della popolazione è di religione cristiana appartenenti principalmente alla Chiesa cattolica; il comune appartiene alla diocesi di Nocera Inferiore-Sarno.

## Cultura

### Eventi
Oltre alla festa dedicata al santo patrono del comune, san Giovanni Battista, che si festeggia il 24 giugno, ogni anno, il 1º maggio, i sindaci di Roccapiemonte e Nocera Superiore organizzano la Festa del Majo. La manifestazione, che risale all'inizio del Seicento, consiste nel trasportare in corteo dei ramoscelli verdi adorni di fiori e di foglie, simbolo della fecondità della vegetazione. I sindaci dei due comuni si incontrano con i rispettivi cortei nel piazzale del santuario di Materdomini, si scambiano le fusciacche e poi entrano in chiesa: un ricordo dell'omaggio, oggi rappresentato da tre alberelli, che feudatari e soldati porgevano all'abate de convento. Altamente coreografico è il cosiddetto "'ndreccio", spettacolo di danze durante il quale i ballerini, travestiti da donne, si intrecciano reggendo fra le mani dei rami flessibili di vite pieni di fiori.
Assai significative sono anche la Festa della Madonna di Loreto e la Festa della Vergine Immacolata, che si svolge l'ultima domenica di agosto.
Nella frazione di Casali è l'organizzata la Fera Nova, una particolare festa medievale durante la quale, con vestiti e musiche di quei tempi, Casali ritorna al suo antico splendore, grazie anche alla perfetta interpretazione da parte dei Casalesi, che danno l'impressione di essere tornati indietro nel tempo, utilizzando un vernacolo che rispetta fedelmente quello utilizzato nel medioevo.
Negli ultimi anni la Fera si è svolta nei dintorni ed all'interno del palazzo Marciano, ma negli anni precedenti aveva coinvolto anche altre zone di Casali come Casacaliendo e S.Rocco.

## Geografia antropica

### Frazioni e località
In base allo statuto comunale di Roccapiemonte sono riconosciuti come frazioni i seguenti abitati:
- Casali
- San Potito

L'abitato di San Pasquale a Codola viene riconosciuto come località.

## Economia
Roccapiemonte vanta un'abbondante produzione di cereali, patate, fagioli, pomodori e frutta. Inoltre numerose piccole aziende industriali operano nei settori metalmeccanico e alimentare.
In passato il paese ha creato ottimi scalpellini, specializzati nel restauro di opere d'arte. Fino agli inizi del Novecento, inoltre, è stato intenso lo sfruttamento del tufo giallo presente nel sottosuolo del comune; con il tufo infatti sono costruite la maggior parte delle costruzioni del luogo.

## Infrastrutture e trasporti

### Principali arterie stradali
- Strada Provinciale 4 Innesto SS 18 (Camerelle)-Roccapiemonte-Mercato San Severino
- Strada Provinciale 104 Roccapiemonte-Castel San Giorgio
- Strada Provinciale 107 Via Ponte di Roccapiemonte.
- Strada Provinciale 114 Materdomini-Lanzara
- Strada Provinciale 208 SP 104-Roccapiemonte-Cimitero di Castel San Giorgio-Fimiani-SP 114-Castelluccio-Trivio SS 266.
- Strada Provinciale 280 S.Potito-Casali-Codola vecchia-Innesto SS 18(Nocera)-Castel S.Giorgio.
- Strada Provinciale 303 via Feudo a via Pegno-Figiani-Ponte Solofrano-villa Ravaschieri-Innesto SP 114.

## Amministrazione

### Sindaci
| Periodo        | Periodo        | Primo cittadino   | Partito                       | Carica  | Note |
| -------------- | -------------- | ----------------- | ----------------------------- | ------- | ---- |
| 12 giugno 1994 | 24 maggio 1998 | Mario Galotto     | PPI                           | Sindaco |      |
| 24 maggio 1998 | 26 maggio 2002 | Pasquale Palumbo  | centro-sinistra               | Sindaco |      |
| 27 maggio 2002 | 27 maggio 2007 | Antonio Pagano    | centro-sinistra               | Sindaco |      |
| 28 maggio 2007 | 6 maggio 2012  | Antonio Pagano    | lista civica                  | Sindaco |      |
| 7 maggio 2012  | 11 giugno 2017 | Andrea Pascarelli | lista civica Rocca città viva | Sindaco |      |
| 11 giugno 2017 | 13 giugno 2022 | Carmine Pagano    | lista civica Rocca al centro  | Sindaco |      |
| 13 giugno 2022 | in carica      | Carmine Pagano    | lista civica Rocca al centro  | Sindaco |      |